# Jop de Vries
Jop de Vries (Oosterbeek, 30 april 1962) is een Nederlands acteur, regisseur en creative director.

## Biografie
De Vries doorliep eerst het vwo, om daarna aan de Universiteit van Amsterdam geschiedenis te gaan studeren. Deze studie brak hij vroegtijdig af om een oriëntatiecursus te volgen op de toneelschool. Daarna besloot hij verder te studeren aan de toneelschool waar hij in 1989 afstudeerde.
Na zijn opleiding speelde De Vries met het Theater van het Oosten in Richard II van Shakespeare. Hetzelfde stuk maakte deel uit van de Shakespeare-trilogie waaraan de acteur met Martin Hanson Theaterproductie deelnam. De overige stukken waren Henry IV en Henry V.
De Vries is bekend geworden door zijn rol als Victor Couwenberg in ONM. Na zijn vertrek bij ONM als acteur regisseerde hij deze soap. In 2005 kwam De Vries kortstondig weer terug in zijn rol van Victor Couwenberg.
De Vries speelde in 2019 zijn laatste rol als Rob Bekkers in de soap GTST.

## Rollen

### Theater
Theater van het Oosten
- Richard II van Shakespeare
- Henry IV en Henry V
- De Jodin van Toledo

### Straattheater groep 't Frustheater
Waarmee hij een ludieke Elfstedentocht ondernam. In elke stad voerde dit gezelschap een voorstelling op, terwijl de leden repeteerden en leefden op een schip

### Film
- Crush (korte film, 2006)
- De Fûke (2000)
- Out of Bounds (korte film, 1992)

### Televisieseries
- Goede tijden, slechte tijden - Rob Bekkers (2019) 46 afl.
- Flikken Maastricht - Commissaris Groenen (2018-2020) 6 afl.
- Who's In Who's Out (BNN) – leraar Cas (afl. "De eindvoorstelling", 2012)
- De avonturen van Kruimeltje – verschillende rollen (4 afl., 2010)
- SpangaS – vader van Thorsten (afl. "Woede afreageren" en "Blauwe plekken", 2009)
- Deadline – Mossad-agent Meir (6 afl., 2008)
- Costa! – bedrijfsleider Poco Loco (afl. "Zon, Zee, Sex en baantjesjagers", 2004)
- Onderweg naar Morgen – Victor Couwenberg (1994–2003, 2005)
- Baantjer – Reijenga (afl. "De Cock en de moord op het vertrouwen" deel 1 en 2, 2001)
- Vrienden voor het leven – Johan (afl. "Burengerucht" en "De test", 1994)
- Medisch Centrum West – Willem Hartman (1 afl., 1993)
- Spijkerhoek – Joep van Beek (5 afl., 1992)
- Iris – Frank Versteeg (afl. "Vrouw in de raad" en "Breekbaar glas", 1992)
- Recht voor z'n Raab – (afl. "Het mes", 1992)
- In de Vlaamsche pot – Peter van der Laan (afl. "De ex van Luciën", 1990)

### Regie
- SpangaS in actie (2015)
- SpangaS (NCRV, 2008–2012)
- Vrijland (NCRV, 2010)
- Best Friends (2010)
- Wolfseinde (2008–2009)
- ONM (RTL, BNN, 2003–2008)